# 橋本哲也
橋本 哲也（はしもと てつや、1964年6月26日 - ）は、岐阜県出身の日本のアマチュア野球指導者、元社会人野球選手。NTT西日本硬式野球部、中京高等学校硬式野球部の監督を歴任した。

## 経歴
岐阜県出身。中京商業高校時代の1981年に第53回選抜高等学校野球大会への出場歴を有し、卒業後には亜細亜大学に進学。野球部では阿波野秀幸と同級生で、全日本大学野球選手権で準優勝の成績を残している。ベストナイン2回（外野手、三塁手）。
大学卒業後の1986年、NTT東海に入社。11年間にわたって主力選手として活躍し、
第67回都市対抗野球大会には都市対抗野球野球本大会連続10年出場表彰も受けている。1998年からは全三重クラブに2年間在籍し、NTT東海からクラブチームに転換したNTT西日本名古屋野球クラブに2002年にコーチ兼任として復帰するが同年解散とともに現役を引退した。大学からの1年後輩である森昌彦、岩瀬仁紀らと同僚であった。
その後はNTT西日本で社業に就いていたが、2004年にコーチとしてNTT西日本に入部し、2007年からは監督に昇格。2005年に5選手がドラフト指名された影響で戦力が大幅に低下したチームを再建して安部建輝・吉元一彦などの強力投手陣を育て、在任中の5年間は全て都市対抗野球大会への出場を果たしている。2011年限りで監督を退任した後は再度社業に就いていた。
2015年から母校の中京高校の監督に就任すると、翌年の夏の甲子園に同校14年ぶりの出場を果たす。2019年夏の甲子園にも岐阜県代表として出場。これは中京学院大学附属中京高校に学校名が変更されて初めてである。この大会では優勝候補としても名前があげられた東海大相模高校や作新学院高校などを破り同校初のベスト4の成績だった。2022年末に監督を退任。後任は部長の氏家雄亮。